# 赞恩·金
赞恩·金（英語：Zane King，？—），澳大利亚男子游泳运动员。他曾代表澳大利亚参加1998年英联邦运动会游泳比赛，获得男子400米个人混合泳铜牌。